# Fredrik Hegardt
Fredrik Bernhard Hegardt (i riksdagen kallad Hegardt i Göteborg), född 24 maj 1856 i Arvika landsförsamling, död 11 juni 1928 i Vasa församling, Göteborg, var en svensk kommun- och riksdagspolitiker (nationella partiet) samt adelsman (Hegardt, nr 2262) vid faderns död 1877.
Fredrik Hegardt var ledamot av riksdagens första kammare 1917, invald i Göteborgs stads valkrets. 
Hegardt avlade mogenhetsexamen vid Latinläroverket i Göteborg 1874, studerade därefter vid Uppsala universitet 1874–1880 och avlade examen till rättegångsverken 1879 samt kansliexamen 1880. Han genomförde tingstjänstgöring 1880–1885, blev vice häradshövding 1882, kammarförvant vid stadskamrerarekonroret i Göteborg 1885–1895 samt var sekreterare hos Göteborgs stadsfullmäktige 7 mars 1895–24 maj 1926. Hegardt var ledamot av sakkunniga för ny lag om förmynderskaps förvaltning och av kommittéer för utredningar om statens och kommunernas befrielse från ekonomiskt beroende av rusdrycksmedlen.  
Hegardt var även sekreterare i styrelsen för Göteborgs hamn och älvarbeten 1892–1895 samt ombudsman för Nordiska Handelsbanken.

## Familj
Hegardt var son till handelsbokhållare Karl Bernhard Hegardt och Josefina, född Kihlén. Han gifte sig 19 oktober 1890 med Helena Olivia (Vivi), född Brisman (1857–1939), dotter till major Sven Brisman och Anna Maria, född Eriksson. Barn: Bernhard, född 1891, Gunnar, född 1893, Nils, född 1894, Carl, född 1896, Fritz, född 1897, och Nina, född 1898. Fredrik Hegardt är begravd på Östra kyrkogården i Göteborg.